# Zuiderduintjes
Zuiderduintjes är en liten frisisk ö mellan Rottumeroog och provinsen Groningen i Nederländerna. Zuiderduitjes är en rest av Rottumeroog från tidigare, då denna var mycket större än idag. Ön är en viktig rastplats för fåglar och sälar. Ön tillhör provinsen Groningen.